# Angreoniella
× Angreoniella, (abreviado Angnla) en el comercio, es un híbrido intergenérico entre los géneros de orquídeas Angraecum × Oeoniella. Fue publicado en Orchid Rev. 95(1119) cppo: 8 (1987).